# 최수정
최수정(1988년 1월 17일~ )은 대한민국의 배우이다.

## 학력
- 단국대학교 무용학과

## 드라마 출연 작품

### 타방송사
- 2018년 tvN 시를 잊은 그대에게

### KBS
- 2020년 KBS2 포레스트

### 뮤직비디오
- 2011년 램 - 이러다 죽을지도 몰라
- 2012년 S4 - She Is My Girl

### 영화
- 2021년 내일의 기억 - 대사관 직원 역